# Haemobaphes disphaerocephalus
Haemobaphes disphaerocephalus is een eenoogkreeftjessoort uit de familie van de Pennellidae. De wetenschappelijke naam van de soort is voor het eerst geldig gepubliceerd in 1976 door Grabda.